# Daniel Hernández
Daniel Alejandro Hernández González (Medellín, 10 de dezembro de 1990), conhecido por Daniel Hernández ou Chiqui, é um futebolista colombiano que joga como meia. Atualmente, joga pelo Atlético Huila.

## Carreira

### Atlético Paranaense
Em 14 de julho de 2015, o Atlético Paranaense anunciou a contratação de Daniel Hernández.